# Cenotafio de Liverpool
El Cenotafio de Liverpool (en inglés: Liverpool Cenotaph) se encuentra en la meseta de San Jorge, en el este del Salón de San Jorge en Liverpool, Inglaterra en el Reino Unido. Fue erigido en memoria de los caídos en la Primera Guerra Mundial. Posteriormente se añadieron los símbolos de la Segunda Guerra Mundial. El cenotafio consiste en un bloque rectangular de piedra en una plataforma de piedra, con bronce, esculturas de bajo relieve en los lados que representan las tropas que marchan y dolientes. Fue diseñado por Lionel Budden, con la talla de Herbert Tyson Smith. Inicialmente designado como un edificio catalogado de grado II, su estado se elevó a grado I en 2013.